# Rudolf Bamberger (Politiker)
Rudolf Bamberger (* 20. Mai 1889; † 1974 in Köln) war ein deutscher Lehrer und Politiker.

## Leben
Der Sozialist Bamberger war von Beruf Lehrer in Barmen und Dozent an der Barmer Volkshochschule. Als Lehrer an der Freien Schule Schützenstraße war er tätig und setzte sich für die Schulreform ein. 1919 wurde er in den Barmer Stadtrat gewählt und gehörte ihm bis 1933 an. Während des Kapp-Putschs im März 1920 spielte er neben dem Redakteur Oskar Hoffmann aus Elberfeld eine herausragende Rolle. 1923 wurde er Rektor der Freien Schule Bartholomäusstraße und später an der Schule Germanenstraße. Von 1921 bis 1924 war er als Angehöriger der Unabhängigen Sozialdemokratischen Partei Deutschlands (USPD) Abgeordneter im Provinziallandtag der preußischen Rheinprovinz für Barmen.
Nach dem Krieg wurde er wieder, für die SPD, in den Stadtrat Wuppertals gewählt. Er war Stadtschulrat und wurde im März 1946 Beigeordneter für das Schulwesen. Vom 8. August 1946 bis 1. April 1953 übte er das Amt des Stadtdirektors aus. Bamberger verzichtete aus gesundheitlichen Gründen auf sein Amt, sein Nachfolger als Stadtdirektor wurde Willi Goeke.
Zum Tode von Thekla Landé (1864–1932) hielt Bamberger die Trauerrede.